# Herald: An Interactive Period Drama
Herald: An Interactive Period Drama est un jeu vidéo de type fiction interactive développé et édité par Wispfire, sorti en 2017 sur Windows, Mac et Linux.

## Accueil
Le jeu a été bien reçu par la presse spécialisée. The Guardian compare certains éléments du jeu au film Rashōmon d'Akira Kurosawa. Dans sa critique pour le site Adventure Gamers, Joe Keely loue « des tranches de vie en mer incroyablement immersives » mais déplore « un gameplay ne proposant pas de vrai challenge ».